# Wassilkowo (Kaliningrad, Selenogradsk)
Wassilkowo (russisch Васильково, deutsch Kirschnehnen) ist ein Ort in der russischen Oblast Kaliningrad. Er gehört zur kommunalen Selbstverwaltungseinheit Stadtkreis Selenogradsk im Rajon Selenogradsk.

## Geographische Lage
Wassilkowo liegt 20 Kilometer nördlich von Kaliningrad (Königsberg) und neun Kilometer südwestlich von Selenogradsk an der Kommunalstraße 27K-179 von Cholmogorowka (Fuchsberg) nach Kowrowo (Nautzau). Eine Bahnanbindung besteht nicht.

## Geschichte
Das einst Kirschnehnen genannte Gutsdorf wurde 1379 gegründet. Am 13. Juni 1874 wurde der Ort namensgebend für einen neu errichteten Amtsbezirk, der bis 1945 bestand und zum Landkreis Fischhausen, 1939 bis 1945 zum Landkreis Samland im Regierungsbezirk Königsberg der preußischen Provinz Ostpreußen gehörte Im Jahre 1910 zählte Kirschnehnen 163 Einwohner.
Am 30. September 1928 schlossen sich der Gutsbezirk Kirschnehnen und die Nachbarorte (Königlich) Dollkeim (russisch: Kowrowo), Adlig Dollkeim (Kowrowo), Nadrau (Nisowka), Saßlauken (nicht mehr existent) und Sergitten (Serjoschkino, nicht mehr existent) zu neuen Landgemeinde Kirschnehnen zusammen. Die Einwohnerzahl stieg bis 1933 auf 490 und betrug 1939 noch 489.
Im Jahre 1945 kam Kirschnehnen in Kriegsfolge mit dem nördlichen Ostpreußen zur Sowjetunion. Der Ort erhielt im Jahr 1947 die russische Bezeichnung Wassilkowo und wurde gleichzeitig dem Dorfsowjet Melnikowski selski Sowet im Rajon Primorsk zugeordnet. Später gelangte der Ort in den Wischnjowski selski Sowet. Von 2005 bis 2015 gehörte Wassilkowo zur Landgemeinde Kowrowskoje selskoje posselenije und seither zum Stadtkreis Selenogradsk.

### Amtsbezirk Kirschnehnen (1874–1945)
Zwischen 1874 und 1945 bestand der Amtsbezirk Kirschnehnen, in den anfangs sechs Kommunen eingegliedert waren:
| Name                 | Russischer Name | Bemerkungen                                    |
| -------------------- | --------------- | ---------------------------------------------- |
| Adlig Dollkeim       | Kowrowo         |                                                |
| (Königlich) Dollkeim | Kowrowo         |                                                |
| Kirschnehnen         | Wassilkowo      | Alle sechs Orte wurden im Jahre 1928 zur Land- |
| Nadrau               | Nisowka         | gemeinde Kirschnehnen zusammengeschlossen      |
| Saßlauken            |                 |                                                |
| Sergitten            | Serjoschkino    |                                                |

Am 1. Januar 1945 bildete lediglich noch die Landgemeinde Kirschnehnen den gleichnamigen Amtsbezirk.

## Kirche
Die Bevölkerung Kirschnehnens war vor 1945 mehrheitlich evangelischer Konfession und gehörte zum Kirchspiel Rudau (heute russisch: Melnikowo) im Kirchenkreis Königsberg-Land II in der Kirchenprovinz Ostpreußen der Kirche der Altpreußischen Union. 
Heute liegt Wassilkowo im Einzugsbereich der in den 1990er Jahren neu entstandenen evangelisch-lutherischen Gemeinde in Selenogradsk (Cranz). Sie ist eine Filialgemeinde der Auferstehungskirche in Kaliningrad (Königsberg) in der Propstei Kaliningrad der Evangelisch-lutherischen Kirche Europäisches Russland.